# Ana Marques
Ana Isabel Correia de Oliveira Marques (12 de Setembro de 1971), é uma apresentadora de televisão portuguesa, natural da cidade de Lisboa, mas desde sempre viveu em Setúbal, onde trabalhou na Rádio Azul. É irmã do ator e comediante Manuel Marques.

## Biografia e carreira
Ana Isabel Correia de Oliveira Marques, nasceu em Lisboa, no dia 12 de setembro de 1971, mas vive desde sempre em Setúbal.
Após concluir o ensino obrigatório, ingressou aos 18 anos na licenciatura em Sociologia. Na bagagem já levava dois anos de rádio, na Rádio Azul (Setúbal) que lhe abriram a vontade de estudar comunicação. Quase licenciada, mudou de curso e entrou em Comunicação social, na Universidade de Lisboa. Ainda durante a sua formação académica, em 1992, inscreveu-se num casting para televisão, tendo sido selecionada para apresentar o boletim metereológico na SIC, onde alternava a apresentação com Ana Paula Félix e José Figueiras.
Ainda na SIC, apresentou depois os programas infanto-juvenis Buereré (1994-1995) e Bravo Bravíssimo (1996). Integrou também a equipa de Mundo VIP (1997-1999) e substituiu Eduarda Maio em O Juiz Decide (1999).
Em 2004, foi convidada a apresentar o programa Sexto Sentido, um talk show do canal SIC Mulher. A esse seguiram-se Elas em Marte e Essência, que terminou em 2007.
Apresentou o programa Caras Notícias, na SIC Notícias, e por vezes substituiu os apresentadores habituais dos programa das tardes da SIC. 
Entre 2014 e 2018, fez parte da equipa do matutino da SIC, Queridas Manhãs, apresentado por Júlia Pinheiro e João Paulo Rodrigues. Mais tarde, em 2018, com a entrada de Júlia Pinheiro nas tardes do canal, Ana assumiu a apresentação do programa das manhãs, com João Paulo Rodrigues e Cláudio Ramos. Fez parte do painel de comentadores do programa cor-de-rosa Passadeira Vermelha.
Atualmente, apresenta na SIC o programa das manhãs de sábado, Alô Portugal, ao lado de José Figueiras.
Entre 2021 e 2024, apresentou com Marco Paulo, o programa semanal Alô Marco Paulo na SIC.O formato terminou ao fim de três anos devido à morte do cantor Marco Paulo, em outubro de 2024.
Tem uma joalharia instalada em Lisboa, no Saldanha Residence.

## Filmografia
| Ano                  | Programa                            | Notas                                                                       | Canal          |
| -------------------- | ----------------------------------- | --------------------------------------------------------------------------- | -------------- |
| 1992 - 1994          | Meteorologia                        | Apresentadora                                                               | SIC            |
| 1994 - 1995          | Buéréré                             | Apresentadora                                                               | SIC            |
| 1995 - 2002          | Bravo Bravíssimo                    | Apresentadora, com José Figueiras e a solo                                  | SIC            |
| 1997 - 1999          | Mundo VIP                           | Apresentadora                                                               | SIC            |
| 1999                 | O Juiz Decide                       | Apresentadora, nas ausências de Eduarda Maio                                | SIC            |
| 1999 - 2005          | SIC 10 Horas                        | Apresentadora, nas ausências de Fátima Lopes                                | SIC            |
| 2000                 | Uma Aventura na Quinta das Lágrimas | Participação como atriz                                                     | SIC            |
| 2000                 | Furor - Especial Fim de Ano         | Apresentadora                                                               | SIC            |
| 2001                 | Uma Aventura na Televisão           | Participação como atriz, no papel de Alexandra                              | SIC            |
| 2003-2004            | Sexto Sentido                       | Apresentadora                                                               | SIC Mulher     |
| 2003-2005            | Elas em Marte                       | Apresentadora                                                               | SIC Mulher     |
| 2005                 | Caras Notícias                      | Apresentadora                                                               | SIC Notícias   |
| 2006-2007            | Essência                            | Apresentadora                                                               | SIC Mulher     |
| 2010 - 2011          | Companhia das Manhãs                | Comentadora da rubrica "Capa de Revista", com Cláudio Ramos                 | SIC            |
| 2010 - 2014          | Boa Tarde                           | Apresentadora, nas ausências de Conceição Lino                              | SIC            |
| 2011                 | Querida Júlia                       | Apresentadora, com Júlia Pinheiro                                           | SIC            |
| 2011 - 2014          | Querida Júlia                       | Comentadora da rubrica "Jornal Rosa", com Cláudio Ramos                     | SIC            |
| 2011 - 2012          | Querida Júlia                       | Apresentadora, nas ausências de Júlia Pinheiro                              | SIC            |
| 2013 - 2020          | Passadeira Vermelha                 | Comentadora                                                                 | SIC/SIC Caras  |
| 2013 - presente      | Posso Entrar?                       | Apresentadora                                                               | SIC Caras      |
| 2014 - 2018          | Queridas Manhãs                     | Repórter                                                                    | SIC            |
| 2018                 | Queridas Manhãs                     | Apresentadora, com João Paulo Rodrigues e Cláudio Ramos                     | SIC            |
| 2019 - presente      | Alô Portugal                        | Apresentadora, com José Figueiras                                           | SIC            |
| 2019 - 2021/ 2022    | Júlia                               | Apresentadora, nas ausências de Júlia Pinheiro                              | SIC            |
| 2019                 | Golpe de Sorte                      | Participação Especial                                                       | SIC            |
| 2020                 | Eu Quero Arrumar (2ª Temporada)     | Apresentadora                                                               | SIC/SIC Mulher |
| 2020                 | Casa Feliz                          | Apresentadora, com José Figueiras, na ausência de Diana Chaves e João Baião | SIC            |
| 2021                 | Obrigado, Maria João Abreu          | Apresentadora, com José Figueiras                                           | SIC            |
| 2021 - 2024          | Alô Marco Paulo                     | Apresentadora, com Marco Paulo                                              | SIC            |
| 2021/ 2023- presente | Linha Aberta                        | Apresentadora, nas ausências de Hernâni Carvalho                            | SIC            |
| 2022                 | Fazer, Faz a Diferença              | Apresentadora                                                               | SIC Mulher     |
| 2024                 | Força, Marco Paulo                  | Apresentadora, com Marco Paulo                                              | SIC            |
| 2025 - presente      | Estamos em Casa                     | Repórter                                                                    | SIC            |

## Prémios
Foi distinguida em 2003, com o Prémio Arco-íris, da Associação ILGA Portugal, pelo seu contributo na luta contra a discriminação e homofobia.